# Diocesi di Cestro
La diocesi di Cestro (in latino Dioecesis Cestrena) è una sede soppressa del patriarcato di Antiochia e una sede titolare della Chiesa cattolica.

## Storia
Cestro, nell'odierna Turchia, è un'antica sede episcopale della provincia romana di Isauria nella diocesi civile d'Oriente. Faceva parte del patriarcato di Antiochia ed era suffraganea dell'arcidiocesi di Seleucia, come attestato da una Notitia episcopatuum del patriarcato datata al VI secolo.
Due sono i vescovi noti di quest'antica sede episcopale. Epifanio prese parte al concilio di Calcedonia nel 451 e sottoscrisse nel 458 la lettera dei vescovi dell'Isauria all'imperatore Leone in seguito all'uccisione del patriarca Proterio di Alessandria. Elpidio fu deposto dall'imperatore Giustino I nel 518 per la sua adesione al partito di Severo di Antiochia.
Dal XVIII secolo Cestro è annoverata tra le sedi vescovili titolari della Chiesa cattolica; la sede è vacante dal 28 aprile 1967.

## Cronotassi

### Vescovi greci
- Epifanio † (prima del 451 - dopo il 458)
  - Elpidio † (? - 518 deposto) (vescovo monofisita)

### Vescovi titolari
- Wacław Hieronim Sierakowski † (30 settembre 1737 - 9 settembre 1738 succeduto vescovo di Wenden)
- Pio Vidi, O.F.M. † (24 agosto 1886 - 28 agosto 1906 deceduto)
- Bernabé Piedrabuena † (16 dicembre 1907 - 8 novembre 1910 nominato vescovo di Catamarca)
- Edward Denis Kelly † (9 dicembre 1910 - 16 gennaio 1919 nominato vescovo di Grand Rapids)
- Johannes Scheifes † (7 marzo 1921 - 30 ottobre 1936 deceduto)
- Antonio Macrioniti † (9 dicembre 1936 - 28 dicembre 1936 deceduto)
- Edoardo Bresson, S.M. † (1º luglio 1937 - 28 aprile 1967 deceduto)